# La Granjuela
La Granjuela er en by og kommune i det sydlige Spanien i provinsen Córdoba. Den har et indbyggertal på 414 (2024) indbyggere.